# Heriades angusticeps
Heriades angusticeps är en biart som beskrevs av Cockerell 1937. Heriades angusticeps ingår i släktet väggbin, och familjen buksamlarbin. Inga underarter finns listade i Catalogue of Life.